# Wanted: Weapons of Fate
Wanted: Weapons of Fate (в российской локализации «Особо опасен: Орудие судьбы») — компьютерная игра, разработанная компанией GRIN и изданная Warner Bros. Interactive Entertainment 17 марта 2009 года для персональных компьютеров, консолей Xbox 360 и PlayStation 3. В основу игры легла серия супергеройских комиксов Wanted издательства Image Comics и одноимённый фильм.

## Игровой процесс
Геймплей в этой игре имеет ряд отличий от традиционных шутеров. Здесь есть несколько дополнительных особенностей игрового процесса:
- Стрельба по горизонтальной параболе (закручивание пули по дуге) для этого используется одно деление шкалы адреналина. В момент использования данной функции появляется красная дуга, при оптимальном угле обстрела она становится белой — можно стрелять.
- В некоторых особых моментах игры время сильно замедляется, а на выстрел вам дают пару секунд, также вам придётся стрелять в пули, летящие в вашем направлении. Расходует всю шкалу адреналина.
- Замедление времени — Уэсли или Кросс выпрыгивает из-за укрытия и в этот момент время буквально останавливается на 3-5 секунд, в это время вы можете убить до 4 врагов. На это уходит два деления адреналина.
- Взрывное убийство — при стрельбе по горизонтальной параболе с двух рук за Кросса (а позднее и за Уэсли), враги взрываются. Наносит большой урон, радиус довольно велик.
- Также с помощью чит-кодов есть возможность открыть разнообразные режимы игры, такие, как «Close combat» (уровень не считается пройденным, если вы не убьёте определённое количество врагов ножом). Также существует возможность играть за других персонажей: Аранья, Дженис, Русский, охранник самолёта и т. д.

## Сюжет
Игра продолжает сюжет фильма. Уэсли, узнав правду о братстве, ушёл из него. Его мучают кошмары, в которых некий убийца убивает его мать. Но в одну из ночей в его дом забираются спецназовцы. Уэсли попадает в ногу командиру отряда, но тот успевает бежать. Убивая других, он нагоняет командира и убивает его. Неожиданно, на Уэсли нападает одна из Братства — Аранья. Она показывает ткань станка, на которой, видимо, было имя Уэсли, что означает его смерть. Аранья пытается убить Уэсли, но её отпугивает Пекварски — бывший друг отца Уэсли. Он говорит Уэсли, что за ним охотятся люди из Братства.
Далее события переносятся в прошлое. Кросс и его жена убегают от людей из Братства. Пока Элис убегает с новорождённым Уэсли, Кросс отстреливает людей Братства. Они добегают до конца замка. Но тут в Элис стреляет другой убийца. Элис просит Кросса, чтобы тот заботился об их сыне. Кросс берёт Уэсли и прыгает со стены башни.
Уэсли узнаёт имя убийцы — Бессмертный. Он отправляется в старое здание (которое он разгромил в фильме). Там он встречает русского, который искал тело Фокс. Уэсли убивает его. На руке русского он замечает некий код в виде татуировки. Уэсли отрезает Русскому руку и приносит её Пекварскому. Тот говорит Уэсли, что данный код свидетельствует о том, что русский — страж. От трёх Братств берутся по одному стражу, чтобы те перевезли Станок судьбы.
Кросс отправляется на один из самолётов, который захватил Бессмертный. Он убивает его людей и достигает кабины пилота. Но Бессмертный уже убил пилота, а последний парашют у него. Он говорит Кроссу, что если бы Элис не забеременела от него, она была бы жива. Он показывает Кроссу пулю с именем его сына. Самолёт начинает падать, но Кросс успевает добраться до конца самолёта и залезть в машину, на которой он выпрыгивает из горящего самолёта.
Уэсли отправляется в Чикаго, чтобы убить ещё одного стража. Но Аранья замечает Уэсли и пуля пролетает мимо Брумеля (одного из стражей). Уэсли бежит за ним через офисы. В конце концов, Брумель уже не собирался бежать. Он решает убить Уэсли ради забавы. Но всё складывается совсем по-другому. Уэсли побеждает Брумеля и отрезает ему руку. Ещё живой, он спрашивает Уэсли о времени. Оказалось, здание заминировано. Уэсли, отбиваясь от людей Братства, убегает из горящего здания. Он приносит руку Пекварски, но замечает, что тот что-то скрывает.
Кросс возвращается в штаб Братства. Там он встречает Слоуна, который говорит, что у него есть проблемы. Кросс устраивает перестрелку, в ходе которой он добирается до главного зала. Там он узнаёт, что он теперь является мишенью для Братства. Кросс разрушает штаб и убегает на поезде. За ним прыгает Бессмертный. Кросс закручивает пулю и попадает Бессмертному в ствол пистолета. Пистолет взрывается и осколками разрывает лицо Бессмертному, который падает с поезда.
Уэсли получает комбинезон ассасина и отправляется в горы. Там он находит Аранью и забирает часть кода. По нему он отправляется во Францию. Там он отправляется в катакомбы под городом, где расположены гробницы Братства. Там он находит гробницу Кросса и берёт «Пожирателей огня» — пару пистолетов CZ-75 FA(FA = Full Automatic — полностью автоматический)
Затем, он отправляется в старую церковь, возвышающуюся над городом. На самом верху башни прячется Бессмертный. Уэсли находит его. Бессмертный рассказывает ему, что так как Элис нарушила кодекс Братства, родив Уэсли, то Кросс лично убил её. Уэсли вступает с Бессмертным в бой. Несмотря на превосходство, Бессмертный не оправдывает своего имени. Он утверждает, что Уэсли знает лишь часть того, чем он располагает. На что Уэсли отвечает, что он «просто парень с пушкой и в стильном костюме». Осмотрев рукав, он находит там вшитую ткань со своим именем. После этого он пускает пулю в голову Бессмертного. В версии для ПК концовка немного продлена, где видно, что Уэсли не убил Бессмертного, а специально промазал, чтобы помочиться на него.

## Отзывы
| Сводный рейтинг | Сводный рейтинг | Сводный рейтинг | Сводный рейтинг |
| Издание         | Оценка          | Оценка          | Оценка          |
| Издание         | PC              | PS3             | Xbox 360        |
| --------------- | --------------- | --------------- | --------------- |
| GameRankings    | 61,50 %         | 65,41 %         | 65,79 %         |